# 문정 (고려)
문정(文正: ? ~ 1093년 4월 30일(음력 4월 3일))은 고려의 문신이다. 본관은 장연이다. 시호는 정헌(貞獻)이다.

## 약력
- 문종 초: 과거에 급제해 병부시랑(兵部侍郞) 좌간의대부(左諫議大夫)로 임명받음. 형부상서(刑部尙書)·참지정사(叅知政事)를 지냈고, 중서시랑평장사(中書侍郞平章事)로 승진함.[2]
- 1075년(문종 29): 형부상서 지중추원사(刑部尙書 知中樞院事)로 임명받음.[3]
- 1077년(문종 31): 음력 11월에 참지정사(叅知政事) 겸 서경유수사(西京留守使)로,[4] 음력 12월에 태자소보(太子少保)로 임명받음.[5]
- 1078년(문종 32): 지공거로서 과거를 주관함.[6]
- 1080년(문종 34): 판행영병마사(判行營兵馬使)로서 병마사 최석·염한(廉漢)과 함께 동번(東蕃)의 반란을 진압한 공으로 추충찬화탕구정새공신(推忠贊化蕩寇靜塞功臣)이라는 칭호를 받음.[2]
- 1081년(문종 35): 장연현개국백(長淵縣開國伯)이라는 칭호를 받음.[7]
- 1093년(선종 10): 수태위(守太尉) 문하시중(門下侍中)으로 물러난 뒤에 사망. 선종의 묘정에 배향됨.[2]

## 그 밖
십이공도의 하나인 정헌공도(貞獻公徒)를 세웠다.

## 전기 자료
- 《고려사》 권95, 〈열전〉8, 문정